# Titularerzbistum Antiochia in Pisidien
Antiochia in Pisidia (italienisch Antiochia di Pisidia) ist ein Titularerzbistum der römisch-katholischen Kirche.
Es wird seit 1933 nach der antiken Stadt Antiochia in Pisidien benannt. Biblisch (Apostelgeschichte 13,14 ) ist dieser Ort durch die Missionsreisen des Apostels Paulus von Tarsus bekannt.
| Nr. | Name                          | Amt                                                | von                | bis                |
| --- | ----------------------------- | -------------------------------------------------- | ------------------ | ------------------ |
| 1   | Carlo Belgrado                | emeritierter Bischof von Ascoli Piceno             | 1860               |                    |
| 2   | Leopoldo Franchi              | emeritierter Bischof von Livorno (Italien)         | 11. Februar 1898   | 1902               |
| 3   | Angelo Giacinto Scapardini OP |                                                    | 10. September 1910 | 23. September 1910 |
| 4   | Charles-François Turinaz      | Bischof von Nancy (Frankreich)                     | 1. August 1913     | 19. Oktober 1918   |
| 5   | Biovanni Volpi                | emeritierter Bischof von Arezzo (Italien)          | 3. Juli 1919       | 19. Juni 1931      |
| 6   | Gustavo Matteoni              | Koadjutorerzbischof von Siena (Italien)            | 3. März 1932       | 29. September 1932 |
| 7   | Filippo Bernadini             | Kurienerzbischof                                   | 13. März 1933      | 26. August 1954    |
| 8   | José María Bueno y Monreal    | Koadjutorerzbischof von Sevilla (Spanien)          | 27. Oktober 1954   | 8. April 1957      |
| 9   | Fermín Emilio Lafitte         | Koadjutorerzbischof von Buenos Aires (Argentinien) | 20. Januar 1958    | 25. März 1959      |
| 10  | Francisco de Assis Pires      | emeritierter Bischof von Crato (Brasilien)         | 11. Juli 1959      | 10. Februar 1960   |
| 11  | Corrado Bafile                | Kurienerzbischof                                   | 13. Februar 1960   | 24. Mai 1976       |